# Gross Lassowitz
Gross Lassowitz, polnisch Lasowice Wielkie (veraltet deutsch: Polnisch-Lassowitz, 1936–1945 Oberwalden) ist ein Dorf im Powiat Kluczborski der polnischen Woiwodschaft Opole. Es ist Sitz der gleichnamigen Landgemeinde mit etwa 6900 Einwohnern, die seit 2006 offiziell zweisprachig ist (Polnisch und Deutsch).

## Geographie

### Geographische Lage
Gross Lassowitz liegt im nordwestlichen Teil Oberschlesiens im Kreuzburger Land. Der Ort liegt rund zehn Kilometer südlich der Kreisstadt Kluczbork (Kreuzburg OS) und etwa 35 Kilometer nordöstlich der Woiwodschaftshauptstadt Oppeln. Das Straßendorf Gross Lassowitz erstreckt sich abseits der Staatsstraße 45 in östlicher Richtung, entlang eines Nebenbachs der Bogacica, umgeben von Wäldern des Landschaftsschutzparks Stober (Stobrawski Park Krajobrazowy).

### Nachbarorte
Nachbarorte von Gross Lassowitz sind im Norden Jaschine (poln. Jasienie), im Nordosten Klein Lassowitz (poln. Lasowice Małe), im Südosten Kudoba (poln. Chudoba), im Süden Sausenberg (Szumirad), im Südwesten Trebitschin (poln. Trzebiszyn) und im Westen Marienfeld (Oś).

## Geschichte

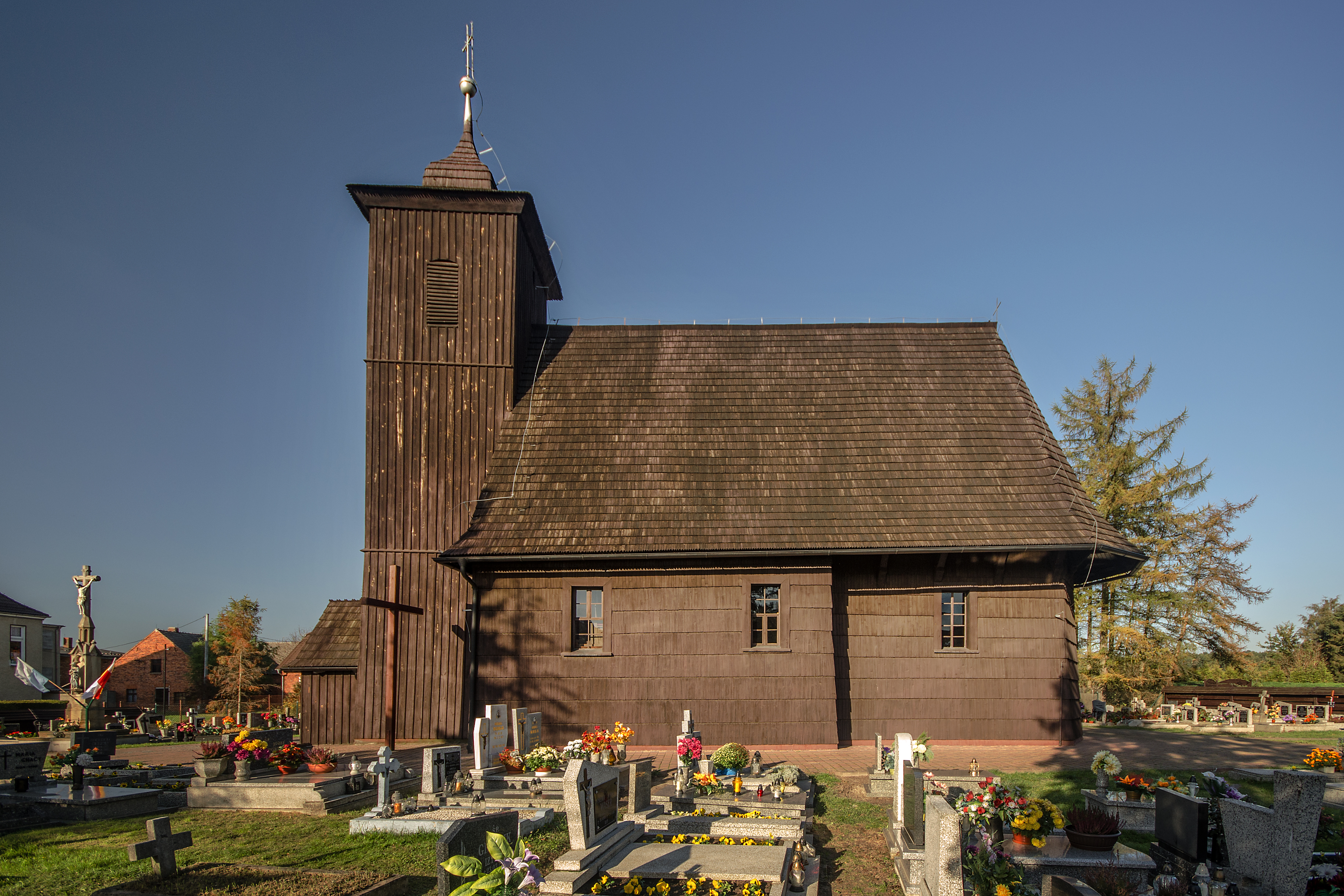
Allerheiligenkirche

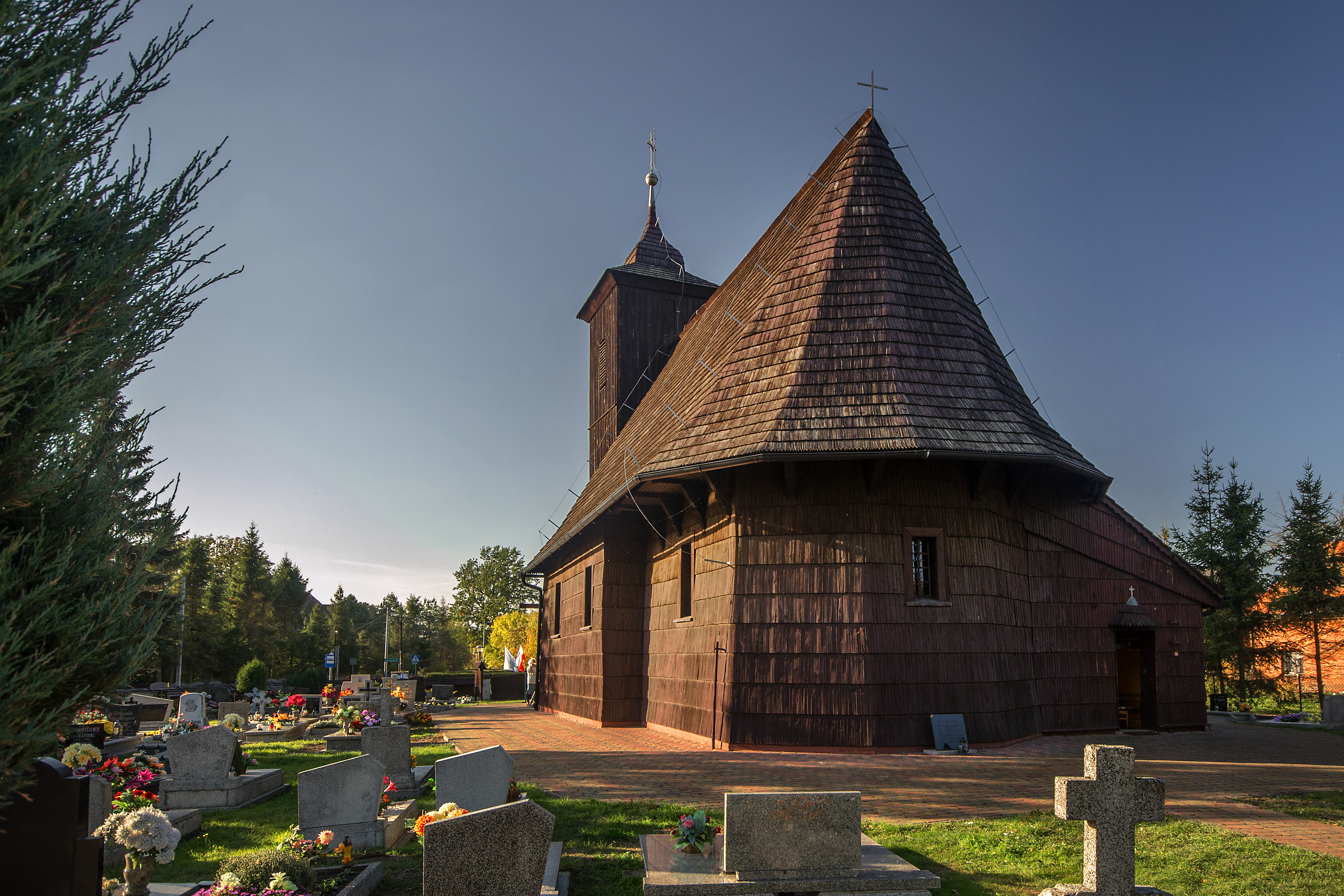
Rückansicht der Kirche

In einer Urkunde vom 23. August 1292 ist der Verkauf von 32 Fränkischen Hufen Land in Lessowic Polonicalis vom Oppelner Herzog Boleslaus I. an einen Volvoramus von Kreuzburg festgehalten. Die Siedlung sollte deutschrechtlich ausgesetzt werden und dem Kollegiatstift in Oppeln zehntpflichtig sein. Aus dessen Visitationsbericht von 1686 geht in den Zeilen „in villa Lassowitz Polonicali maiore habet tres marcas graves pro decima, in Lassowitz vero Teutonicali marcas duas“ auch hervor, dass die größere Ortschaft Polnisch Lassowitz das heutige Groß Lassowitz darstellt, während der heutige Ortsteil Klein Lassowitz als Deutsch Lassowitz bezeichnet wurde (auch wenn in späterer Zeit Klein Lassowitz größer war). Bis 1294 gehörte der Ort im Rosenberger Land dem Herzogtum Breslau, dann dem Herzogtum Oppeln an. Dieses löste sich 1327 vom Königreich Polen und unterstellte sich dem Königreich Böhmen im Heiligen Römischen Reich, mit dem es 1521 an Habsburg kam. Verwüstungen brachten die Hussitenkriege und der Dreißigjährige Krieg.
Seit 1477 ist in Groß Lassowitz eine eigene Parochie nachgewiesen. Unter dem Einfluss der Reformation bekannten sich bald die Besitzer Groß Lassowitz' die Familie von Dambrowka und dann auch weite Teile der Bevölkerung zum Luthertum. So wurde dann auch die neue Kirche 1599 als protestantische Pfarrkirche errichtet – wenige Jahre zuvor tritt mit Martin Laurentius auch der erste Pastor von Groß Lassowitz auf, der aber 1630 während des Dreißigjährigen Krieges den Ort verließ. Es folgte die Gegenreformation der herrschenden katholischen Habsburger, so dass 1653 die Kirche von Groß Lassowitz als Filiale von Klein Lassowitz rekatholisiert wurde.
1742 wurde Groß Lassowitz mit dem größten Teil Schlesiens preußisch und 1816 dem Landkreis Rosenberg O.S. zugeordnet. Groß Lassowitz blieb aber etwas abseits der beginnenden Industrialisierung: Es lag zwar in Reichweite der Chaussee Kreuzburg–Oppeln, die Eisenbahnstrecke Oels–Namslau–Kreuzburg–Vossowska von 1868 verlief aber drei Kilometer östlich mit einem Bahnhof nur in Klein Lassowitz. Unter preußischer Herrschaft besserte sich die Lage der protestantischen Ortsbevölkerung, die trotz der Gegenreformation der Habsburger weite Teile der Bevölkerung stellte – beispielsweise 1861 65 % der Dorfbevölkerung. Gleichwohl war das zuständige Kirchspiel mit Kirche bis zum Bau eines eigenen Gotteshauses 1866 erst in Kreuzburg. Dagegen war die örtliche Schule in Händen der Protestanten geblieben und für Kinder aller Konfessionen geöffnet. Schließlich bekam der Ort 1853 zusätzlich eine römisch-katholische Schule. 1857 wurde dann die katholische Pfarrei Groß Lassowitz gegründet – der bisherige Pfarrort Klein Lassowitz wurde Filiale. Seit dem 29. Juli 1866 war Groß Lassowitz auch wieder Sitz einer neu gegründeten evangelischen Pfarrei, die vom Kirchenkreis Kreuzburg abgezweigt wurde. Erster Geistlicher der neuen Parochie war der Vikar Emil Wilhelm Mücke, geb. am 27. Februar 1836 im Dorf Kotowskie bei Medzibor.
Bei der Volksabstimmung in Oberschlesien am 20. März 1921 wurden im Dorf Groß Lassowitz 394 Stimmen (84,2 %) für den Verbleib bei Deutschland abgegeben, 74 Stimmen waren für den Anschluss an Polen. Auf dem Gut Groß Lassowitz fiel das Ergebnis mit 81 zu 5 Stimmen noch deutlicher aus. Das Dorf verblieb in der Weimarer Republik. Im Zuge der nationalsozialistischen Ortsumbenennungen wurde der Ortsname Groß Lassowitz', der den neuen Machthabern zu slawisch klang, 1936 in Oberwalden geändert. Zum 1. April 1939 wurden die Gemeinden Oberwalden, Rodewalde (Trebitschin) und Sausenberg zur neuen Gemeinde Sausenberg zusammengeschlossen. Bis zum Ende des Zweiten Weltkriegs verlor Groß Lassowitz damit seine Unabhängigkeit.
Gegen Ende des Zweiten Weltkriegs besetzte im Januar 1945 die Rote Armee die Region. Bald darauf wurde Groß Lassowitz unter polnische Verwaltung gestellt. Der Ort erhielt den polnischen Ortsnamen Lasowice Wielkie. Ein Teil der deutschen Bevölkerung wurde in der Folgezeit von der örtlichen polnischen Verwaltungsbehörde vertrieben und durch Polen ersetzt, die aus dem östlich der Curzon-Linie gelegenen und im Rahmen der „Westverschiebung Polens“ an die Sowjetunion gefallenen Ort Rodatycze (heute Rodatychi bei Horodok) zugewandert waren.
In den Nachkriegsjahren wurde eine Gromada Lasowice Wielkie im Powiat Oleski gebildet, die aber mit anderen kleinen Kommunen Anfang der 1960er aufgelöst wurde. Bei der Verwaltungsreform 1973 wurde Lasowice Wielkie wegen seiner zentralen Lage Hauptort der gleichnamigen Gmina. Mit der Verwaltungsreform 1999 wurde Lasowice Wielkie erstmals vom Kreis Olesno (Rosenberg) getrennt und Teil des Powiat Kluczborski (Kreuzburg).
Trotz der Vertreibung von Deutschen und der Neuansiedlung von Polen ist immer noch ein großer Teil der Bevölkerung deutschstämmig. Laut der letzten polnischen Volkszählung 2002 gehören 37,76 % der Gemeindebevölkerung der deutschen Minderheit an, weitere 1,71 % bezeichneten sich als „Schlesier“. Seit 2006 ist die Gemeinde Gross Lassowitz offiziell zweisprachig, zum 16. August 2010 führte sie zusätzliche deutsche Ortsnamen ein.

## Einwohnerentwicklung
Die Einwohnerzahlen von Groß Lassowitz:
| Jahr | Einwohner |
| ---- | --------- |
| 1783 | 385       |
| 1830 | 580       |
| 1845 | 892       |
| 1855 | 830       |

| Jahr | Einwohner |
| ---- | --------- |
| 1861 | 796       |
| 1910 | 827       |
| 1925 | 816       |
| 1933 | 850       |

## Sehenswürdigkeiten

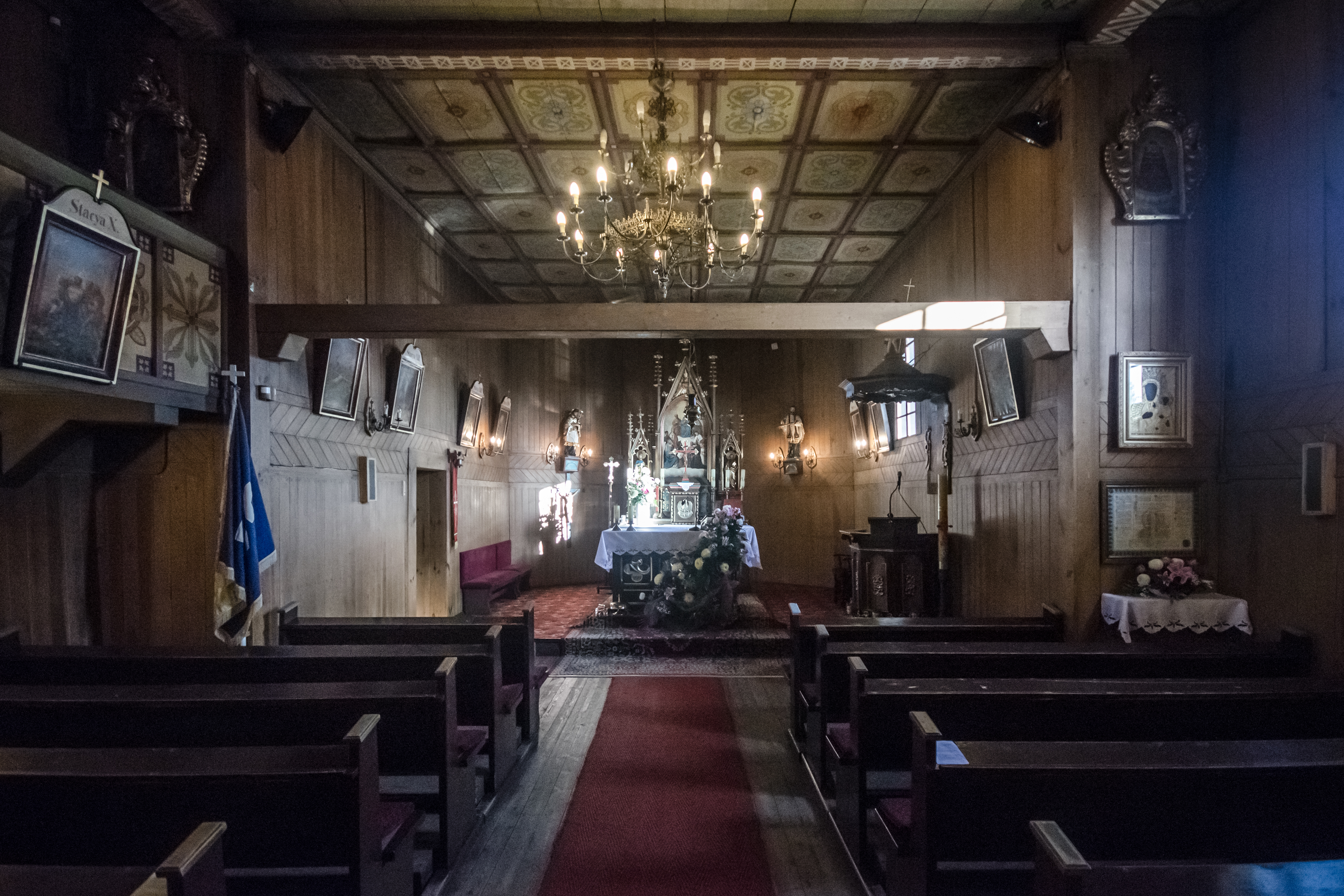
Innenansicht der Allerheiligenkirche

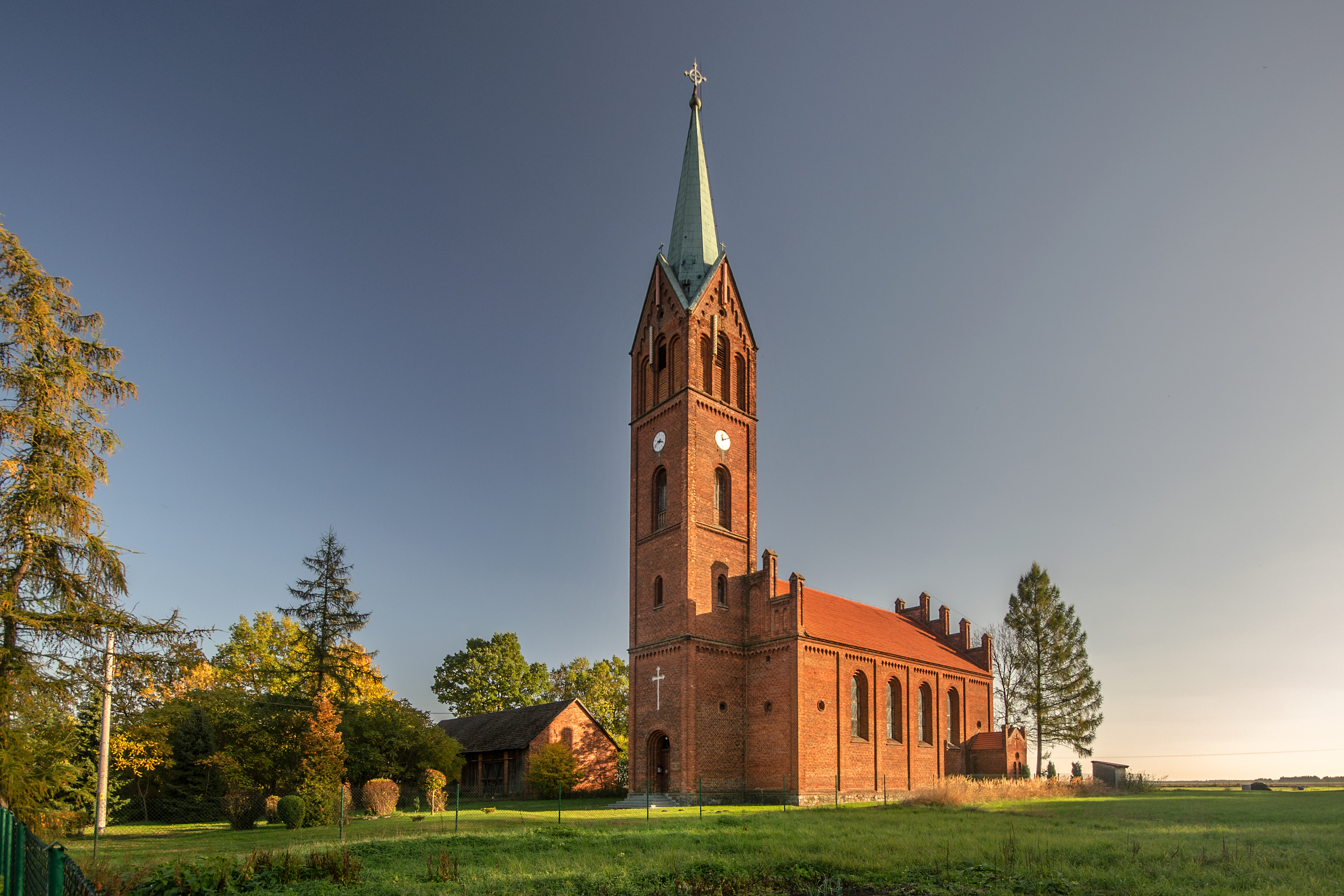
Evangelische Kirche

- Die katholische Allerheiligen-Pfarrkirche (kościół Wszystkich Świętych) ist eine 1447 erstmals erwähnte Schrotholzkirche. Wohl nach einem Brand im Jahre 1519 wurde der heutige Bau 1599 für die damals protestantische Gemeinde errichtet. Mit der Gegenreformation musste die Kirche 1653 an die Katholiken zurückgegeben werden. An das, in Blockbauweise ausgeführte, geostete Kirchenschiff wurde 1702 der charakteristische Frontturm angefügt, der von einer schindelgedeckten Welschen Haube bekrönt wird. Zur selben Zeit wurde eine Empore eingezogen, auf der eine Orgel Platz fand. In der Folgezeit wurde die Holzkirche mehrfach renoviert und 1905 wurde die Sakristei durch einen Steinbau ersetzt. Im barocken Innern konnten sich aus dem 17. Jahrhundert Schnitzereien an den Seitenaltären sowie Figuren des Hl. Ignatius und eines Hl. Bischofs erhalten, aus dem 18. Jahrhundert stammt das Taufbecken – die Kanzel wurde im Régence-Stil ausgeführt. Außerdem verdient die letzte von drei historischen Glocken Beachtung, die 1521 gegossen wurde.[11] Die Kirche ist eine Station des Kulturwegs der hölzernen Sakralarchitektur (Szlak Drewnianego Budownictwa Sakralnego).

- Die evangelische Bevölkerung erhielt erst im 19. Jahrhundert wieder ein Gotteshaus. Das Grundstück für die evangelische Kirche St. Peter und Paul (Kościół ewangelicki Apostołów Piotra i Pawła) wurde 1862 gekauft, am 26. Juni 1864 folgte die Grundsteinlegung und am 29. Juni 1866 (zu St. Peter und Paul) konnte der Neubau eingeweiht werden, der von den Gemeindemitgliedern und der Gustav-Adolf-Stiftung finanziert wurde. Die Kirche ist ein neuromanischer Backsteinbau mit fünf Fensterachsen im einschiffigen Kirchenraum, der von einer niedrigeren Apsis abgeschlossen wird. Die Front wird von einem, von vier Dreiecksgiebeln mit Turmhelm abgeschlossenen, schlanken Glockenturm eingenommen. Das schlichte Innere der Kirche wurde 1910 um die 14-stimmige Orgel ergänzt. Heute wird die Kirche von der örtlichen Pfarrei der Evangelischen Kirche Augsburger Bekenntnisses genutzt.[12]

## Gemeinde
Die Landgemeinde (gmina wiejska) Gross Lassowitz gliedert sich auf einer Fläche von 210,8 km² in 13 Dörfer mit Schulzenämtern.